# El Guettar (wilaya de Relizane)
Pour les articles homonymes, voir El Guettar.
El Guettar est une commune de la wilaya de Relizane en Algérie.